# ماریانا تاباین
ماریانا تاباین (انگلیسی: Marianna Tabain؛ زادهٔ ۱۹ اکتبر ۱۹۹۲) بازیکن فوتبال اهل استرالیا است.
وی همچنین در تیم ملی فوتبال Australia U17 بازی کرده‌است.